# Call of Duty: Vanguard
Call of Duty: Vanguard è un videogioco sparatutto in prima persona, sviluppato da Sledgehammer Games e pubblicato da Activision. È stato pubblicato il 5 novembre 2021 per Microsoft Windows, PlayStation 4, PlayStation 5, Xbox One e Xbox Series X/S. Il gioco è il diciottesimo capitolo della serie Call of Duty e il sequel di Call of Duty: WWII.

## Trama

### Campagna
Nel videogioco, la storia è raccontata attraverso vari punti nel tempo in un ordine non cronologico.
Nell'agosto 1941, il sottotenente Lucas Riggs si trova a Tobruk, in Libia, come parte della Rats of Tobruk guidata dagli australiani. Dopo un fallito tentativo di imboscata al Regio Esercito Italiano e all'Afrika Korps, a Riggs viene assegnato il compito di recuperare rifornimenti per l'esercito britannico, insieme al compagno Desmond "Des" Wilmot, Bluey Smith e al tenente britannico Richard Jacobs. In seguito ad un assalto, Bluey viene accoltellato da un soldato nazista e la squadra viene temporaneamente sopraffatta da un gruppo di soldati nazisti allontanati in un camion, ma Des spara alle ruote del veicolo e perciò i nemici non vanno lontano. In seguito la squadra riesce a trovare informazioni relative al generale Erwin Rommel, e a distruggere un deposito tedesco, ma Des e Riggs vengono arrestati dal maggiore Henry Hamms per insubordinazione. Nel 1942, durante la battaglia di El Alamein, Riggs e i Rats ricevono l'ordine da Hamms di formare una linea difensiva, ma Riggs disobbedisce al comando e chiama il supporto dei bombardieri con il supporto di Des. I due hanno successo, anche se Des viene ucciso in azione. Arrabbiato dal disprezzo per il contributo dei Rats al combattimento, Riggs prende a pugni Hamms per la frustrazione, facendolo finire in prigione.
Nel giugno 1942, il pilota della Marina degli Stati Uniti Wade Jackson partecipa alla battaglia di Midway insieme al suo mitragliere di coda, Mateo Hernandez. Nel novembre 1943, mentre assaltano l'esercito imperiale giapponese a Bougainville, l'aereo di Jackson e Hernandez viene abbattuto e i due vengono catturati dai marinai della IJN e dai soldati della IJA. Vengono salvati dalla novantatreesima Divisione di Fanteria, che in seguito li aiuta ad acquisire un Aichi D3A della Marina imperiale giapponese per aiutare la divisione a recuperare l'isola.
Nell'agosto 1942, il medico dell'Armata Rossa Polina Petrova assiste all'invasione dei tedeschi a Stalingrado. Non riesce a salvare suo padre Boris dall'esecuzione da parte delle truppe nemiche, ma riesce a fuggire con suo fratello Misha e diversi partigiani sovietici. Petrova alla fine acquisisce il soprannome di "Lady Nightingale" mentre insegue Leo Steiner, il comandante della Wehrmacht responsabile dell'invasione. Nel gennaio 1943, Petrova e Misha tentano di assassinare Steiner a Stalingrado, ma Misha è gravemente ferito. Si sacrifica per dare a Petrova il tempo di fuggire. Petrova alla fine affronta Steiner, uccidendo lui e il suo esercito personale, ispirando i cittadini di Stalingrado a riconquistare la città dai nazisti.
Nel giugno 1944, il sergente britannico Arthur Kingsley prende parte all'operazione Tonga, dove lui e il Parachute Regiment aiutano a distruggere i cannoni di Merville e diversi altri ponti per aiutare le forze alleate a invadere la Normandia. Kingsley fa amicizia con il collega sergente Richard Webb, che in seguito diventerà il braccio destro di Kingsley.
Kingsley, Webb, Petrova, Jackson e Riggs, insieme a un sesto soldato di nome Milos Novak, sarebbero stati reclutati dal capitano Carver Butcher  per formare la prima task force di operazioni speciali, chiamata Vanguard. Kingsley ne venne nominato a capo, essendo reclutato per primo. Nell'aprile 1945, la Task Force Vanguard dirotta un treno verso Amburgo, in Germania, in cerca di informazioni sul Progetto Phoenix, un programma segreto gestito da Hermann Freisinger, un generale nazista. Durante l'infiltrazione in un sottomarino Kriegsmarine, la squadra viene catturata dagli uomini dell'Oberstgruppenführer, tranne Wade Jackson che è riuscito ad eluderli e Novak che viene picchiato a morte con una sedia da Freisinger. Anche Jackson viene catturato dopo aver tentato di rubare un aereo;in seguito la squadra viene portata nei sotterranei della sede della Gestapo,di cui lo stesso Freisinger ne è il direttore, dove fanno la conoscenza del burocrate Jannick Richter, in cui in seguito demoralizza la squadra giustiziando Webb per avergli, secondo lui, mentito ai suoi quesiti.
Non essendo a conoscenza dello scopo del Progetto Phoenix e del coinvolgimento di Freisinger, Richter cerca di saperne di più interrogando Petrova e Riggs sulla connessione di Leo Steiner ed Erwin Rommel con Freisinger. In seguito deduce che il progetto era un tentativo di colpo di stato, al fine di usurpare Hitler e sostituirlo con Freisinger. Mentre Berlino cade sotto l'assedio dell'Armata Rossa in seguito al suicidio del Führer, Riggs evade dall'interrogatorio e libera la squadra, mentre Kingsley uccide il torturatore per vendicare Webb. Dopo un intenso scontro a fuoco contro i restanti nazisti riescono a catturare ed a uccidere Hermann Freisinger, impedendogli di fuggire dall'aeroporto di Tempelhof. I quattro salgono poi a bordo dell'aereo del generale, scoprendo numerosi documenti e beni tedeschi, rivelando operazioni segrete naziste globali. Perciò Arthur Kingsley decide di seguire il Progetto Aggregat, un magazzino segreto di razzi V2.

### Zombi
Nel marzo 1944, in seguito all'attivazione del ciclotrone di Projekt Endstation da parte dei nazisti a Morasko, in Polonia, vari antichi artefatti recuperati dall'unità delle SS Die Wahrheit (La Veritá) vengono attivati, permettendo a diverse entità della dimensione dell'etere oscuro di raggiungere il mondo reale. Una di queste entità, Kortifex l'immortale, forma un legame simbiotico con l'Oberführer Wolfram Von List, il comandante di Die Wahrheit, in cui gli conferisce il potere di resuscitare i morti. Una squadra di operatori delle forze speciali risponde a una trasmissione di emergenza del professor Gabriel Krafft, un demonologo costretto a lavorare per Von List. Krafft assiste la task force nella lotta contro i non morti, fornendoli anche di artefatti Dark Aether che gli permettono di formare legami con altre quattro entità: Saraxis l'Ombra, Inviktor il Distruttore, Norticus il Conquistatore e Bellekar lo Stregone, che vogliono tutti contrastare il piano di Kortifex.

## Modalità di gioco

### Campagna
La campagna di Vanguard presenta meccaniche di gioco introdotte in precedenza in Modern Warfare, il giocatore può posizionare armi su superfici piane e interagire con le porte. Le nuove caratteristiche di gioco permettono al giocatore di utilizzare un approccio tattico più avanzato in combattimento, come sparare alla cieca da dietro una copertura, distruggere elementi ambientali o scalare le pareti.

### Multigiocatore
La modalità multiplayer di Vanguard ha 20 mappe totali, 16 delle quali sono presenti nella modalità di gioco principale, le rimanenti 4 sono per la nuova modalità di gioco intitolata "Champion Hill".

### Zombi
La modalità zombi di Vanguard è considerata un'espansione della storia di Dark Aether, e funge da prologo alla storia di Black Ops Cold War. Al lancio, il gioco presenta una nuova modalità di gioco intitolata "Der Anfang" che combina aspetti del gameplay di sopravvivenza a turni con il gameplay basato su obiettivi di Outbreak e Onslaught, entrambe modalità di gioco introdotte in Cold War.

## Accoglienza
Call of Duty: Vanguard è stato accolto dalla critica con recensioni miste su tutte le piattaforme.
La campagna in giocatore singolo è stata oggetto di pareri favorevoli per via della trama e degli aspetti audiovisivi, ma ha ricevuto critiche per la breve durata e la scarsa varietà delle missioni. La componente multigiocatore è stata giudicata accettabile ma priva di cambiamenti significativi rispetto ai titoli precedenti del franchise.
La modalità Zombie ha ricevuto pareri prevalentemente negativi a causa della quantità e qualità dei contenuti, ritenute insufficienti. IGN, che ha recensito la modalità singolarmente, ha dato al contenuto un voto di 5/10.
L'utilizzo della seconda guerra mondiale come ambientazione e tema del videogioco è stato oggetto di perplessità e disapprovazione.
Diversi recensori hanno affermato che l'esperienza di gioco è stata inasprita dai processi per molestie sessuali in cui Activision Blizzard era coinvolta nel periodo di uscita del titolo.
Nella prima settimana dopo la distribuzione, le vendite del videogioco nel Regno Unito sono calate del 40% rispetto al predecessore Black Ops Cold War.

## Controversie
Alla commercializzazione del gioco erano presenti diverse pagine del Corano, alcune anche macchiate di sangue, sparse sui pavimenti di diverse aree accessibili ai giocatori, lasciando quindi la possibilità di calpestare il testo sacro. Ciò ha scatenato polemiche tra i videogiocatori di fede musulmana. Activision si è scusata pubblicamente ed ha rimosso i dettagli dal livello, affermando che le aggiunte grafiche in questione "non sarebbero mai dovute apparire nel gioco".